# Condyloderes megastigma
Espèce
Condyloderes megastigma est une espèce de Kinorhynches de la famille des Centroderidae.

## Distribution
Cette espèce se rencontre dans le détroit de Corée en mer de Chine orientale.

## Publication originale
- Sørensen, Rho & Kim, 2010 : A New Species of Condyloderes (Cyclorhagida, Kinorhyncha) from Korea. Zoological Science, vol. 27, n. 3, p. 234-242.